# Jelizaveta Vorontsova

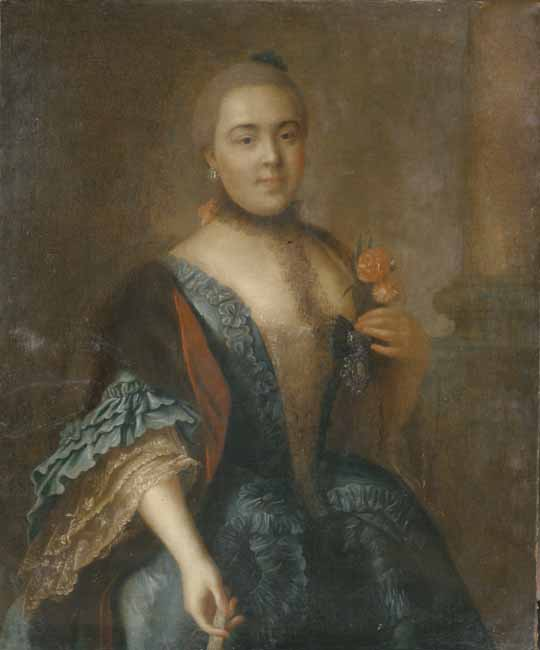
Jelizaveta Vorontsova

Jelizaveta Romanovna Vorontsova (ryska: Елизавета Романовна Воронцова), född 13 augusti 1739, död 2 februari 1792, var en rysk hovdam, mätress till tsar Peter III av Ryssland. 
Hon var dotter till greve Roman Vorontsov och brorsdotter till diplomaten greve Mikael Ilianovovitj Vorontsov. Hon blev hovfröken hos den senare Katarina den stora efter sin mors död år 1750. Hon beskrivs som vulgär, men blev mätress till den senare Peter III.  
När Peter III besteg tronen 1762 gav han Vorontsova rum nära hans och dekorerade henne med Katarinaorden, och visade sig ständigt i hennes sällskap offentligt. Peter hade under förhållandet planer på att skilja sig från sin maka Katarina för att gifta sig med Vorontsova. Hon var i Peters sällskap under kuppen då Katarina avsatte honom och tog makten. När Peter tillfångatogs av Katarina bad han henne om att få sällskap av Voronstova i fängelset, men Katarina vägrade ge sitt tillstånd. 
Efter Peters död gifte Katarina år 1765 bort Vorontsova med en arméöverste av enkelt ursprung och bad paret lämna staden. Vorontsova levde därefter ett enkelt privatliv på landet.